# Granica izraelsko-libańska
Granica izraelsko-libańska – granica międzypaństwowa pomiędzy Izraelem a Libanem.
Granica została wytyczona 23 marca 1949 roku jako linia demarkacyjna na mocy traktatu rozejmowego izraelsko-libańskiego (znana jako tzw. Zielona Linia). W dniu 7 czerwca 2000 roku została wytyczona przez ONZ jako tzw. Niebieska Linia. Granica stanowi północną rubież Izraela i południową Libanu.

## Przebieg granicy

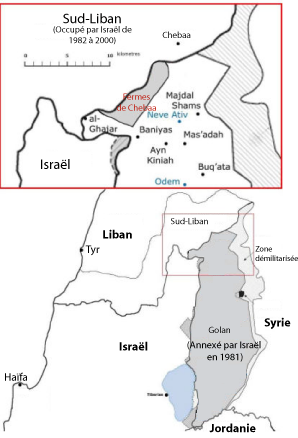
Sporny odcinek granicy w rejonie Wzgórz Golan i Farm Szebaa

Granica izraelsko-libańska rozpoczyna się nad Morzem Śródziemnym na nadmorskich klifach Rosz ha-Nikra. Biegnie stąd na wschód grzbietem górskim Reches ha-Sulam (361 m n.p.m.) i opada do głębokich wadi strumieni Chanita i Namer. Potem wznosi się stromo na płaskowyż Wyżyny Adamit (ok. 460 m n.p.m.) i biegnie jego północną krawędzią i wspina się na masyw góry Har Manor (600 m n.p.m.). Na wysokości moszawu Szetula granica wykręca na południowy wschód, docierając do gór Har Rahav (752 m n.p.m.) i Har Biranit (780 m n.p.m.). Wykręca tu w kierunku wschodnim, by w rejonie kibucu Baram wykręcić na północny wschód. Po dotarciu do Gór Naftali (ok. 900 m n.p.m.) wykręca na północ, wyznaczając zachodnią i północną granicę Palca Galilei. Przy miejscowości Metulla wykręca na południowy wschód i dociera do spornego terenu Farm Szebaa. Następnie wykręca na północny wschód i wspina się po zboczach masywu góry Hermon (2814 m n.p.m.). Dociera tutaj do trójstyku z granicą izraelsko-syryjską.

## Długość granicy
Obecnie, długości granicy izraelsko-libańskiej wynosi 79 km. Na całej swojej długości biegnie przez górzysty i zalesiony obszar Górnej Galilei. Znajdują się tutaj trzy przejścia graniczne: Rosz ha-Nikra, Ghadżar i Brama Fatimy (wszystkie zamknięte).

### Poddystrykty sąsiadujące z Libanem
- Poddystrykt Akka
- Poddystrykt Safed
- Poddystrykt Golan

### Kady sąsiadujące z Izraelem
- Kada Tyr
- Kada Bint Dżubajl
- Kada Mardż Ujun
- Kada Hasbaja

## Historia
Do 1918 roku znaczna część Bliskiego Wschodu była częścią Imperium osmańskiego. W wyniku I wojny światowej (traktat w Sèvres) doszło do podziału tych ziem pomiędzy zwycięskich aliantów – na mocy Umowy Sykes-Picot z 1916 roku Wielka Brytania utworzyła Mandat Palestyny, a Francja utworzyła Mandatu Syrii i Libanu (pod zwierzchnictwem Ligi Narodów). We francuskiej strefie doszło jednak do poważnych wstrząsów społecznych, które przerodziły się w wojnę francusko-syryjską. Zaburzenia te w mniejszej sile przenosiły się także do sąsiedniego Mandatu Palestyny. Ostateczny przebieg granicy pomiędzy obydwoma mandatami został ustalony w 1923 roku. W tym samym roku umieszczono 38 znaków granicznych.
W brytyjskim Mandacie Palestyny narastał konfliktu żydowsko-arabski. Poszukując jego rozwiązania, w dniu 29 listopada 1947 roku została przyjęta Rezolucja Zgromadzenia Ogólnego ONZ nr 181. Zakładała ona między innymi, że obszar Palestyny miał być podzielony pomiędzy nowo powstałe państwa żydowskie i arabskie. Arabowie odrzucili rezolucję i dzień później doprowadzili do wybuchu wojny domowej w Mandacie Palestyny. Jej kontynuacją była I wojna izraelsko-arabska (1948–1949), w trakcie której siły żydowskie przejęły kontrolę nad całą Galileą. Pod koniec października 1948 roku, podczas operacji „Hiram” oddziały izraelskie zajęły 18 libańskich wiosek w rejonie tzw. Palca Galilei (Izraelczycy doszli w tym rejonie do rzeki Litani). W dniu 23 marca 1949 roku zawarty został traktat rozejmowy izraelsko-libański. Ustalał on linię demarkacyjną pomiędzy Izraelem a Libanem. W założeniu, granica izraelsko-libańska miała przebiegać zgodnie z granicą z 1923 roku pomiędzy Mandatem Syrii i Libanu a Mandatem Palestyny. Równocześnie zawarte zostały traktat rozejmowy izraelsko-egipski (24 lutego 1949 r.), traktat rozejmowy izraelsko-jordański (3 kwietnia 1949 r.) i traktat rozejmowy izraelsko-syryjski (20 lipca 1949 r.). Cała linia demarkacyjna oddzielająca Izrael od jego sąsiadów, została nazwana Zieloną Linią). Granica izraelsko-libańska była jej częścią. Nadzór nad przestrzeganiem warunków zawieszenia broni i kontrolę linii demarkacyjnej powierzono siłom międzynarodowych obserwatorów UNTSO.
I wojna izraelsko-libańska spowodowała, że liczni palestyńscy uchodźcy napłynęli w 1948 roku do Libanu, doprowadzając do poważnych zmian demograficznych w tym państwie. W kolejnych latach wielokrotnie dochodziło do przygranicznych incydentów, w których palestyńscy terroryści atakowali cywilne cele w Izraelu. Z tego powodu, rejon granicy, przez cały ten czas stanowił obszar zapalny. Liban jednak nie angażował się w kolejne wojny izraelsko-arabskie, co umożliwiło w latach 1950-1967 izraelskim i libańskim geodetom podjęcie prac nad wyznaczeniem przebiegu 25 km granicy (pozostała część nie została wytyczona). Wojna sześciodniowa z 1967 roku przyniosła z sobą pogorszenie stosunków izraelsko-libańskich. Zajęte wówczas przez Izraelczyków Farmy Szebaa, góra Hermon oraz Wzgórza Golan, przyniosły z sobą wydłużenie granicy izraelsko-libańskiej. Gdy w latach 1970–1971 władze jordańskie usunęły ze swojego terytorium palestyńskie ugrupowania zbrojne, schroniły się one w Libanie. Na czele tych ugrupowań stała Organizacja Wyzwolenia Palestyny. Prowadziły one systematyczny ostrzał terytorium północnego Izraela, oraz organizowały spektakularne ataki terrorystyczne. Rząd libański akceptował ich obecność oraz cicho popierał ich międzynarodową działalność terrorystyczną. OWP utworzyła liczne bazy szkoleniowe na południowo-zachodnich stokach góry Hermon. Bazy połączono liniami komunikacyjnymi z wioskami zaopatrzeniowymi, a na granicy wystawiono punkty obserwacyjne. Cała ta mocno rozbudowana infrastruktura była dobrze ukryta w trudno dostępnej górskiej okolicy. W ten sposób powstało swoiste państwo w państwie, nazywane „Fatahland” (od nazwy Al-Fatah, który odgrywał dominującą rolę w OWP). Korzystając z pomocy radzieckich ekspertów wojskowych, szkolono tam członków Czerwonych Brygad, Frakcji Czerwonej Armii i innych grup terrorystycznych. W 1973 roku armia libańska podjęła nieudaną próbę siłowego przejęcia kontroli nad południowym Libanem, po czym wycofała się na linię rzeki Litani. Tereny przygraniczne z Izraelem zostały pod całkowitą kontrolą Palestyńczyków. W kolejnych latach doszło do licznych ataków, podłożeń min lądowych, porwań i morderstw cywilów w Izraelu. Równocześnie, w kwietniu 1975 roku rozpoczęła się pierwsza faza wojny domowej w Libanie. W czerwcu 1976 roku do Libanu wkroczyły wojska syryjskie, wymuszając na wszystkich stronach przyjęcie zawieszenia broni. Dodatkowo w październiku tego samego roku Liga Arabska wysłała do Libanu Arabskie Siły Odstraszające (Arab Deterrent Force), które miały nadzorować zawieszenie broni. W ten sposób Liban praktycznie znalazł się w syryjskiej strefie wpływów. Nasilające się ataki terrorystyczne zmusiły w marcu 1978 roku Izraelczyków do przeprowadzenia operacji „Litani”. Wojska izraelskie na tydzień zajęły libańskie terytorium do linii rzeki Litani, usuwając z tego obszaru większość sił palestyńskich. Wycofując się, Izraelczycy pozostawili za sobą przygraniczną strefę buforową, którą powierzono oddziałom chrześcijańskich milicji. Utworzyły one w tej strefie tzw. „Niezależny Wolny Liban”. Dodatkowo, międzynarodowe siły obserwatorów UNTSO zostały uzupełnione przez zbrojną misję pokojową UNIFIL, która objęła nadzorem granicę izraelsko-libańską (pierwsi żołnierze UNIFIL przybyli w dniu 23 marca 1978 r.). Na wiosnę 1981 roku siły Armii Południowego Libanu rozwinęły działania ofensywne zmierzając do usunięcia Syryjczyków z Libanu. W trakcie walk, chrześcijańscy przywódcy poprosili Izrael o pomoc militarną, w odpowiedzi na co Siły Powietrzne Izraela rozpoczęły bombardowanie baz OWP w Dolinie Bekaa. Palestyńską odpowiedzią był ostrzał przygranicznych terenów na północy Izraela. Eskalacja przemocy doprowadziła do wybuchu wojny libańskiej (1982–1985). W jej trakcie wojska izraelskie wkroczyły do Bejrutu, zmuszając siły OWP do opuszczenia Libanu. Po zakończeniu wojny Izraelczycy utworzyli w południowym Libanie „strefę bezpieczeństwa”, za którą odpowiedzialność ponosiła Armia Południowego Libanu. Przyniosło to znaczne uspokojenie sytuacji, jednak miejsce Palestyńczyków bardzo szybko zajęły radykalne organizacje szyickie – Ruch Amal i Hezbollah. W odpowiedzi na coraz silniejszy ostrzał rakietowy terytorium Izraela, Izraelczycy przeprowadzili w lipcu 1993 roku operację „Odpowiedzialność”, a następnie w kwietniu 1996 roku operację „Grona Gniewu”. Gdy w maju 2000 roku wojska izraelskie opuściły „strefę bezpieczeństwa”, kontrolę nad tym obszarem przejął Hezbollah tworząc w południowym Libanie swoiste państwo w państwie, nazywane „Hezbollahland”. Kolejne incydenty graniczne doprowadziły do wybuchu w 2006 roku II wojny libańskiej. W dniu 7 czerwca 2000 roku nowa linia graniczna izraelsko-libańska została wytyczona przez ONZ – tzw. Niebieska Linia.
Konflikt pozostaje nadal nierozwiązany, a Liban odmawia uznania państwa Izrael oraz podpisania porozumienia pokojowego. Oba państwa nie utrzymują stosunków dyplomatycznych. Z tego powodu granica międzypaństwowa pozostaje linią demarkacyjną oddzielającą Izrael od Libanu. Za jej bezpieczeństwo odpowiadają siły UNIFIL.